# Amedeo Gasparini
Amedeo Gasparini (Ospedaletti, 21 luglio 1933 – Sanremo, ottobre 1968) è stato un calciatore italiano, di ruolo ala sinistra.

## Carriera
Ha disputato 36 incontri in Serie A con le maglie di Fiorentina (stagione 1953-1954) e Napoli (dal 1957 al 1961) andando a segno in una occasione, curiosamente in un incontro fra Fiorentina e Napoli (7 giugno 1959, Napoli-Fiorentina 2-3, Gasparini militava con i partenopei).
Ha inoltre totalizzato 87 presenze e 21 reti in Serie B in tre stagioni con il Brescia.
Ha esordito in Serie A il 27 novembre 1953 in Juventus-Fiorentina (0-0).
In sua memoria a Ospedaletti in Liguria, viene annualmente organizzato un torneo amatoriale estivo intitolato al suo nome.